# Nancy Makri
Nancy Makri (ur. 5 września 1962 w Atenach) – grecko-amerykańska chemiczka i fizyczka, badaczka i nauczycielka akademicka na Uniwersytecie Illinois w Urbanie i Champaign. Przewodzi swojej grupie badawczej zajmującej się teoretycznym rozumieniem procesów mechaniki kwantowej dużych molekuł i materii skondensowanej. Profesor i szefowa katedry chemii im. Edwarda Williama i Jane Marr Gutgsellów.  
W 1985 roku otrzymała bachelorate z chemii na Uniwersytecie Narodowym im. Kapodistriasa w Atenach. W maju 1989 roku uzyskała doktorat z chemii na Uniwersytecie Kalifornijskim w Berkeley w Laboratorium im. Lawrence'a (Lawrence Berkeley National Laboratory), jej teza miała tytuł Theoretical methods for the study of chemical dynamics. Następnie spędziła dwa lata jako junior fellow na Uniwersytecie Harvarda, by dołączyć do kadry akademickiej Uniwersytetu Illinois wiosną 1992 roku.  

## Wyróżnienia i nagrody[2]
- Członek International Academy of Quantum Molecular Science (2010)
- Fellow American Physical Society (2001)
- Bodossaki Academic Prize in Physical Sciences (2000)
- Agnes Fay Morgan Research Award (1999)
- Fellow American Association for the Advancement of Science (1998)
- Sloan Fellowship (1994)
- Cottrell Scholar Award (1994)
- Beckman Young Investigators Award (1993)